# Montefiore dell'Aso
Montefiore dell'Aso är en ort och kommun i provinsen Ascoli Piceno i regionen Marche i Italien. Kommunen hade 2 033 invånare (2018).